# Clan Uesugi

Le mon du clan Uesugi.

Le clan Uesugi (上杉氏, Uesugi-shi) est une ancienne famille de daimyos du Japon connue pour son influence pendant la période Muromachi et la période Sengoku.
Cette famille descend des Fujiwara.
Fujiwara no Shigefusa, descendant de Fujiwara no Yoshikado (IXe siècle) reçoit le domaine d'Uesugi (province de Tango) au XIIIe siècle et prend le nom du lieu. Il est l'arrière-arrière-grand-père du shogun Ashikaga Takauji.
La famille est divisée en trois branches : Ōgigayatsu, Inukake et Yamanouchi Uesugi.
Le clan est principalement connu grâce à Kenshin Uesugi, l'un des daimyos les plus puissants de son époque.

## Membres
- Uesugi Shigefusa (XIIIe siècle)
- Uesugi Norifusa (d. 1355)
- Uesugi Shigeyoshi (d. 1349)
- Uesugi Akiyoshi (d. 1351)
- Uesugi Yoshinori (d. 1378)
- Uesugi Noriharu (d. 1379)
- Uesugi Norikata (1335-1394)
- Uesugi Norimoto (1383-1418)
- Uesugi Norizane (1410-1466)
- Uesugi Kiyokata (d. 1442)
- Uesugi Fusaaki (1432-1466)
- Uesugi Noritada (1433-1454)
- Uesugi Akisada (1454-1510)
- Uesugi Sadazane (1478-1550)
- Uesugi Tomooki (1488-1537)
- Uesugi Norimasa (1522-1579)
- Uesugi Tomosada (1525-1546)
- Uesugi Kenshin (1530-1578)
- Uesugi Kagetora (1552-1579)
- Uesugi Kagekatsu (1555-1623)
- Uesugi Harunori (1751-1822)
- Amakasu Kagemochi
- Amakasu Kagetsugu
- Ayukawa Kiyonaga
- Honjō Shigenaga
- Honjō Hidetsuna
- Irobe Katsunaga
- Jōjō Masashige
- Kakizaki Kageie
- Kawada Nagachika
- Kitajō Takahiro
- Kitajō Kagehiro
- Kojima Motoshige
- Kojima Yataro
- Murakami Yoshikiyo
- Nakajō Fujikasuke
- Nakajō Kageyasu
- Naoe Kagetsuna
- Naoe Kanetsuna
- Naoe Kanetsugu
- Ōkuma Tomohide
- Saito Tomonobu
- Samponji Sadanaga
- Shibata Naganori
- Shibata Shigeie
- Suda Mitsuchika
- Suibara Takaie
- Takemata Yoshitsuna
- Usami Sadamitsu
- Yamayoshi Toyomori
- Yasuda Akimoto
- Yasuda Nagahide
- Yoshie Kagesuke